# Jerzy Lisowski
Pour les articles homonymes, voir Lisowski.
Jerzy Lisowski (en français également Georges Lisowski), né le 10 avril 1928 à Épinay-sur-Seine et mort le 11 septembre 2004 à Varsovie, est un critique littéraire et traducteur de père polonais et de mère française.

## Biographie
Après avoir passé sa petite enfance en Pologne, en Volhynie, il passe l’essentiel de la guerre en France, à Villard-de-Lans avant de faire ses études à la faculté des lettres de Lille. Alors sympathisant communiste, il commence à traduire des œuvres polonaises en français par exemple de Jarosław Iwaszkiewicz, dont il avait fait la connaissance, et des œuvres françaises en polonais (par exemple de Pierre Seghers. Il décide de revenir en Pologne en 1950, où il travaille d'abord à Opole dans un théâtre, puis pour les éditions Czytelnik à Varsovie. À partir de 1954, il travaille pour la revue Twórczości (pl), gravissant tous les échelons de la rédaction. 
En 1968, il quitte le Parti ouvrier unifié polonais (POUP).
Sa première épouse est Anna Horoszkiewicz (née en 1930), dont il a eu un fils, Michał Lisowski, interprète et traducteur (né en 1952).
Sa deuxième femme est l'actrice Hanna Stankówna, dont il a eu un fils, le cinéaste Kacper Lisowski.

### Décoration
- Chevalier de la Légion d'honneur
- Chevalier des Arts et des Lettres